# آی‌مکس

لوگوی شرکت کانادایی آی‌مکس (IMAX)

آیمکس (به انگلیسی: IMAX) (سرواژهٔ Image maximum) فرمت ۷۰ میلی‌متر فیلم‌های سینمایی است که در کانادا در اواخر دهه ۱۹۶۰ و اوایل دهه ۱۹۷۰ توسط گریم فرگوسن، رومن کرویتر، رابرت کر و ویلیام سی. شاو ساخته شده‌است. آیمکس دارای ظرفیت ضبط و نمایش تصاویر با اندازه و وضوح بسیار بیشتری نسبت به سیستم‌های سنتی و قدیمی فیلم است.
از سال ۲۰۰۲ بعضی فیلم‌ها برای پخش به فرمت آیمکس تبدیل شده‌اند و بعضی فیلم‌ها نیز به صورت آیمکس ساخته شده‌اند.

## تاریخچه
در تاریخ ۲۸ آوریل تا ۲۹ اکتبر سال ۱۹۶۷ نمایشگاهی با عنوان «اکسپو ۶۷» در شهر مونترال کانادا برپاگشت. به دنبال این نمایشگاه پربیننده، شرکت IMAX با گشودن دو دفتر مرکزی مشترک در شهرهای نیویورک و تورنتو آغاز به کار کرد. فعالیت‌های شرکت IMAX با طراحی سالن‌های سینمایی IMAX آغاز شد ولی این فعالیت‌ها بزودی وسعت چشمگیری پیدا کرد. تا پایان ماه ژوئن سال جاری تعدادی در حدود ۳۹۴ سالن نمایش IMAX در ۴۴ کشور جهان ثبت شده‌است که تقریباً ۷۰ درصد آن‌ها در آمریکای شمالی و ۳۰ درصد در کشورهایی چون انگلستان، استرالیا، هند، فیلیپین، بلغارستان، فرانسه و اسپانیا قرار دارند. اهمیت فعالیت‌های IMAX تا حدی چشمگیر بود که این شرکت در سال ۱۹۹۷ موفق به دریافت جایزه اسکار موفقیت علمی و تکنیکی شد.

## پرده‌های نمایش آی‌مکس
پرده‌های به کار گرفته شده در سالن‌های IMAX به مراتب بزرگتر از پرده‌های سینمای معمولی است. به‌طور مثال یکی از مواردی را که می‌توان اشاره کرد در دارلینگ هاربر استرالیا، دارای ابعاد ۲۹ متر ارتفاع و ۳۵ متر عرض است. لازم است ذکر شود که ماده استفاده شده در ساخت این پرده، وینیل با روکش رنگ نقره‌ای است. صفحه‌های IMAX با قوسی خاص برای افزایش حداکثری میدان دید تک‌تک بینندگان طراحی شده‌اند و موقعیت مکانی صفحه برای رسیدن به این منظور به‌دقت محاسبه شده‌است. در بیشتر سالن‌های IMAX این صفحه‌ها از دیوار تا دیوار و از سقف تا کف کشیده می‌شوند. دلیل استفاده از رنگ نقره‌ای، به حداکثر رساندن قطب‌بندی نور و درخشندگی در آن است. در واقع این رنگ بشدت نور را انعکاس می‌دهد. عملیات اعمال رنگ روی صفحه‌ها توسط روبات انجام می‌گیرد تا رنگ به صورت کاملاً یکنواخت پرده را بپوشاند. انتخاب این مواد با دقت بسیار و برای دستیابی به ۳۰ درصد قابلیت انعکاس در یک صفحه نیمکره‌ای صورت گرفته‌است. همچنین این پرده‌ها دارای میلیون‌ها روزنه ریز هستند تا در تقابل با صوت قرار نگیرند و صدا به راحتی در آن‌ها جریان داشته باشد. بالا بودن وضوح تصاویر این امکان را به وجود می‌آورد که بیننده بتواند در فاصله بسیار نزدیکی از پرده سینما قرار بگیرد. همچنین صندلی‌ها نیز دارای شیب ملایم هستند تا بیننده کاملاً به صفحه مسلط باشد.

## سیستم‌های صوتی
در سالن‌های سینمای IMAX برای به وجود آوردن صدایی رسا و گیرا از تکنیک آکوستیک استفاده می‌کنند تا صدایی دقیق و واقعی را به بیننده ارائه دهد به صورتی که تماشاگر قادر باشد با افتادن یک سوزن، صدا و حتی محل فرود آن را تشخیص دهد. از این رو برای انجام محاسبات طراحی این سیستم‌های صوتی از مدل شبیه‌سازی کامپیوتری این سالن‌ها استفاده می‌کنند و رفتار و پژواک صدا را در برخورد با سقف، دیوارها و بسیاری از عوامل دیگر می‌سنجند. این طراحی دقیق به بیننده این امکان را می‌دهد که بدون توجه به مکان خود، صدایی کامل را بشنود. طراحی آکوستیک سالن‌ها به نحوی انجام می‌پذیرد که کاملاً در برابر محیط بیرون از سالن عایق باشد. در این سالن‌ها برای به حداکثر رساندن کیفیت صدا، سقف و دیوارها نیز ضخیم در نظر گرفته می‌شوند و این خاصیت را می‌یابند که صدا را جذب کنند. عایق‌بندی نیز بسیار با دقت انجام می‌شود. در واقع لایه ۱۲۵ میلیمتری پشم شیشه، کار عایق را انجام می‌دهد اما نکته‌ای که باید به آن توجه کرد این است که این لایه در تماس با سقف و دیوار نیست بلکه با فاصله از آن قرار می‌گیرد. در سیستم‌های IMAX صدا از طریق کانال‌های تولید صوت به گوش بیننده می‌رسد.
این سیستم با ۱۲ کانال تولید صوت فیلم را نمایش می‌دهد که در هر لحظه ۶ کانال از میان ۱۲ کانال به تغذیه صوتی مشغول هستند. با اضافه شدن کانال هفتم نیز ظریف‌ترین فرکانسها آماده شنیدن می‌شوند. در واقع در این سالن‌ها ۱۲ شاخه اسپیکر ۴ طرفه از سقف و دیوارها و به فاصله برابری از مرکز آویخته شده‌اند. در این‌باره نیز محاسباتی انجام می‌شود تا این اسپیکرها خارج از محدوده پوشش پروژکتور باشند. در واقع ۷۲ آمپیلی‌فایر با قدرت خروجی ۱۲ هزار تا ۲۰هزار وات برای این کار در نظر گرفته شده‌اند.

## فرمت فیلم‌های IMAX و تکنولوژی پروژکتورها
شرکت IMAX برای بخش فیلم‌های با کیفیت بالا در سینماهای مخصوص به خود، اقدام به ساخت بزرگ‌ترین فرمت فیلم‌های موجود در دنیا کرد. ابعاد نوارهای فیلم IMAX به عرض ۷۰ میلیمتری که در هر طرف آن‌ها ۱۵ حفره قرار دارد. بدین سبب عموماً نوارهای فیلم IMAX را ۷۰/۱۵ می‌خوانند. نوارهای فیلم معمولی که به ۳۵ میلیمتری مشهورند تنها ۵ حفره در هر طرفشان دارند. از این رو نوارهای فیلم IMAX تقریباً ۳ برابر فیلم‌های ۳۵ میلیمتری معمولی ظرفیت دارند. ویژگی‌هایی که در فیلم‌های فرمت IMAX وجود دارد باعث می‌شود تا وضوح تصاویر بسیار بالا باشد. در پروژکتورهای IMAX سیستمی به نام «حلقه غلتان» قرار دارد که فیلم‌های IMAX را به صورت افقی و با حرکتی نرم و موج‌گونه به پیش می‌برد. در هنگام پخش فیلم‌ها، هر فریم در سوزن‌های خاصی کاملاً بی‌حرکت شده و توسط مکش هوا فیلم بشدت در برابر المنت لنز عقبی نگه داشته می‌شود.

## دوربین‌های IMAX و تکنولوژی سه‌بعدی‌سازی
دوربین‌های IMAX دارای ۲ لنز هستند که به صورت افقی در کنار یکدیگر و به فاصله ۲/۵ اینچی از یکدیگر قرار گرفته‌اند. این میزان در واقع متوسط فاصله‌ای است که بین ۲ چشم انسان قرار دارد. هنگام فیلمبرداری ۲ حلقه مجزا (برای چشم راست و چپ) تصاویر را به صورت همزمان تهیه می‌کنند. با این شیوه، با پخش همزمان فیلم‌ها توسط پروژکتور، بیننده تصوری سه‌بعدی از تصاویر خواهد داشت. در این سینماها برای ایجاد تصویر بهتر، از عینک‌های ویژه‌ای استفاده می‌شود تا تصویر مخصوص هر چشم را به صورت مستقل به بیننده منتقل کند.

## فیلم و تکنولوژی IMAX
از میان فیلم‌های بسیاری که به شیوه IMAX تولید شده‌اند می‌توان به فیلم‌های زیر اشاره کرد:
- تلقین در سال ۲۰۱۰
- بچه ببر به کارگردانی دونالد بریتین در سال ۱۹۷۰
- مومنتوم در سال ۱۹۹۲
- دیو و دلبر در سال ۲۰۰۲
- آپولو ۱۳ در سال ۲۰۰۲
- شیر شاه در سال ۲۰۰۲
- ماتریکس
- مرد عنکبوتی
- هری پاتر
- شوالیه تاریکی در سال ۲۰۰۸
- عطش مبارزه در سال ۲۰۱۲
- شوالیه تاریکی برمی‌خیزد ۲۰۱۲
- میان ستاره‌ای ۲۰۱۴
- دانکرک ۲۰۱۷
- انتقام‌جویان: جنگ ابدیت ۲۰۱۸
- مأموریت: غیرممکن – فال‌اوت ۲۰۱۸
- جوکر ۲۰۱۹
- انگاشته ۲۰۲۰
- تاپ گان: ماوریک ۲۰۲۲
- اوپنهایمر  ۲۰۲۳